# 센에마른주의 캉통
프랑스 센에마른주에는 총 23개의 캉통이 속해 있다. 2015년 3월 행정구역 총개편으로 인해 현재는 다음과 같이 설치되어 있다.
- 샹쉬르마른
- 셸
- 클라유수이
- 콩라빌
- 쿨로미에
- 라페르테수주아르
- 퐁텐블로
- 퐁트네트레지니
- 라니쉬르마른
- 모
- 멜룅
- 미트리모리
- 몽트로포욘
- 낭지
- 네무르
- 오주아르라페리에르
- 퐁토콩보
- 프로뱅
- 생파르고퐁티에리
- 사비니르탕플
- 세리
- 토르시
- 빌파리지